# François Genoud
François Genoud (26 de outubro de 1915 - 30 de maio de 1996) foi um notável financiador suíço e um dos principais benfeitores da diáspora nazista através da rede ODESSA e apoiador de grupos militantes do Oriente Médio durante o século XX da Segunda Guerra Mundial.
Em 1992, Genoud disse a um jornal londrino "Meus pontos de vista não mudaram desde que eu era jovem. Hitler era um grande líder, e se ele tivesse vencido a guerra, o mundo seria um lugar melhor hoje".

## Vida pregressa
Genoud era de Lausanne, Suíça. Ele conheceu Adolf Hitler em 1932 quando adolescente em um hotel enquanto estudava em Bonn. Ele se juntou à Frente Nacional Nazista em 1934 e, dois anos depois, viajou para a Palestina, onde conheceu o grande mufti de Jerusalém, Amin el-Husseini. Trabalhando para agências de inteligência suíças e alemãs, Genoud viajou bastante no Oriente Médio.

## Segunda Guerra Mundial
Genoud viajou para Berlim com frequência durante a guerra "para ver seu amigo o grande mufti" e o visitou muitas vezes em Beirute. O grão-mufti supostamente "confiou a Genoud a administração de seus enormes assuntos financeiros".
Em 1940, juntamente com um cidadão libanês, fundou a boate Oasis em Lausanne para servir como uma operação secreta para o Abwehr. Em 1941, o agente da Abwehr, Paul Dickopf, enviou Genoud para a Alemanha, Tchecoslováquia, Hungria e Bélgica. Genoud fez amizade com vários nazistas, incluindo Karl Wolff, "supremo líder da SS e da polícia" na Itália. No final da guerra, Genoud representou a Cruz Vermelha Suíça em Bruxelas.

## Pós-guerra
Genoud é notável por ser o executor da última vontade e testamento do propagandista nazista Joseph Goebbels, e por ganhar uma fortuna publicando os diários de Goebbels, sobre os quais ele detinha os direitos póstumos, juntamente com as obras de Hitler e Bormann. Esse empreendimento sofreu um revés em 1960, quando Paula Hitler morreu sem que ele garantisse todos os direitos às obras literárias de Adolf Hitler.
Caçadores nazistas como Serge Klarsfeld e Simon Wiesenthal, jornalista David Lee Preston e outros afirmaram que seu papel como benfeitor por sobreviver aos interesses nacional-socialistas é muito mais profundo, oferecendo evidências de que Genoud não era menos do que o principal gerente financeiro da Suíça escondida ativos do Terceiro Reich após a Segunda Guerra Mundial.

## Libertação árabe
Genoud tornou-se um defensor apaixonado das causas da libertação árabe, financiando muitas organizações nacionalistas e de esquerda.

### Frente de Libertação da Argélia
Enquanto estava no Egito na década de 1950, por meio de contatos no governo de Gamal Abdel Nasser, ele foi apresentado aos líderes da Frente de Libertação da Argélia, que acabaria por financiar em 1954, depois de originalmente fornecer armas. Em 1958, ele fundou o Arab Commercial Bank, que seria ativo em empréstimos a grupos nacionalistas árabes e como principal repositório da Frente de Libertação Nacional da Argélia.

### Palestina
Nos anos 60, Genoud começou a fornecer armas para causas palestinas. A organização da Nova Ordem Europeia, sediada em Lausanne, reuniu em Barcelona em abril de 1969, onde grupos palestinos receberam apoio financeiro e Genoud os colocou em contato com ex-nazistas que ajudariam seu treinamento militar, incluindo o apoio prometido designado para a Organização de Libertação da Palestina. Ele era um colaborador próximo do Dr. George Habash e Jacques Vergès e, em setembro de 1969, contribuiu para as despesas legais de três palestinos da Frente Popular de Libertação da Palestina após o ataque a um voo do El Al em Zurique, onde ele pessoalmente sentou-se à sua mesa de defesa.

## Destinatários e associações notáveis
Genoud era amigo íntimo de Otto Skorzeny, Karl Wolff e Klaus Barbie durante os anos do Terceiro Reich.
Genoud financiou várias defesas legais, incluindo Adolf Eichmann e Klaus Barbie. Ele financiou a defesa de Bruno Breguet durante a década de 1970, após uma missão de bombardeio em Israel em 1970. O PFLP pediu a libertação de Breguet e Leila Khalid, parte da Unidade de Comando Che Guevara da Frente Popular de Libertação da Palestina, juntos em 1970. Genoud ajudou Ilich Ramírez Sánchez em 1994, depois de desempenhar um papel fundamental no sucesso de suas missões nas décadas anteriores.
Ele estava intimamente associado a Ali Hassan Salameh, fornecendo-lhe assistência médica, e também bancou o exílio do aiatolá Khomeini na França, quando o Irã foi governado por Shah Mohammed Reza Pahlavi. Ele era um mentor de Ahmed Huber.
Ao longo da década de 1970, Genoud financiou muitos grupos de esquerda com o objetivo de libertação árabe armada. Alega-se que ele entregou o pedido de resgate após o sequestro do Voo 649 da Lufthansa em 1972.
Junto com Noam Chomsky, Simone de Beauvoir, Jean-Paul Sartre e outros intelectuais, Genoud era membro de um comitê que organizou uma campanha humanitária na década de 1970, que resultou no perdão em 1977 de Bruno Bréguet, um militante suíço que foi o primeiro europeu a ser julgado e condenado em Israel por suas atividades pró-palestinas; Bréguet cumpriu sete anos de sua sentença de 15 anos.

## Problemas legais
Genoud se deparava com problemas legais de tempos em tempos, como em 1983, quando foi representado por Baudoin Dunant, um importante advogado de Genebra que participa do conselho de mais de 20 empresas, incluindo a Saudi Investment Company, o braço externo da Grupo Saudi Binladin.
Em 1993, uma bomba explodiu fora de sua casa e em 1996 as autoridades suíças ainda o investigavam por suas atividades financeiras durante o Terceiro Reich.

## Morte
Genoud cometeu suicídio com a ajuda de um grupo suíço de eutanásia Exit, aos 81 anos, em 30 de maio de 1996.

## Na cultura popular
Na minissérie Carlos, Genoud é mencionado pelo personagem de Ilich Ramírez Sánchez, interpretado por Édgar Ramírez. A produção foi criticada por subestimar o papel histórico de Genoud com Sánchez.